# Флаг Сладковского района
Флаг муниципального образования Сладко́вский муниципальный район Тюменской области Российской Федерации — опознавательно-правовой знак, служащий официальным символом муниципального образования.
Ныне действующий флаг утверждён 17 июня 2011 года и внесён в Государственный геральдический регистр Российской Федерации с присвоением регистрационного номера 7140.

## Описание
«Прямоугольное полотнище синего цвета с отношением ширины к длине 2:3, несущее вдоль нижнего края три одинаковых полосы — красные между двумя белыми — в 1/15 полотнища каждая; по центру основной, синей, части полотнища расположено изображение сидящего на земле пеликана с вишнями в клюве, выполненное белым, жёлтым, чёрным, красным и зелёным цветами.
Обратная зеркально воспроизводит лицевую».

## История
Первый флаг района был утверждён 16 мая 2003 года решением Думы объединённого муниципального образования Сладковский район № 47 как флаг объединённого муниципального образования Сладковский район (после муниципальной реформы — муниципальное образование Сладковский муниципальный район).
Описание флага гласило: 

«Флаг муниципального образования Сладковский район представляет собой прямоугольное полотнище из трёх равных по ширине горизонтальных полос: верхняя — голубого, средняя — зелёного, нижняя — жёлтого цвета».
Отношение ширины флага к его длине 2:3.